# Первомайский (Дмитровский район)
Первомайский — посёлок в Дмитровском районе Орловской области России. Входит в состав Друженского сельского поселения.

## География
Посёлок находится в юго-западной части Орловской области, в лесостепной зоне, в пределах центральной части Среднерусской возвышенности, на правом берегу реки Неруссы, на расстоянии примерно 7 километров (по прямой) к северо-востоку от города Дмитровска, административного центра района. Абсолютная высота — 194 метра над уровнем моря.

### Климат
Климат умеренно континентальный, с умеренно холодной продолжительной зимой и тёплым летом. Среднегодовая температура воздуха — 4,9 °C. Средняя температура воздуха самого холодного месяца (января) — −9,7 °C; самого тёплого месяца (июля) — 19 °C. Среднегодовое количество атмосферных осадков составляет 565 мм, из которых большая часть выпадает в тёплый период. Снежный покров держится в течение 126 дней.

### Часовой пояс
Посёлок Первомайский, как и вся Орловская область, находится в часовой зоне МСК (московское время). Смещение применяемого времени относительно UTC составляет +3:00.

## Население
| 2002 | 2010 |
| ---- | ---- |
| 0    | ↗11  |

### Половой состав
По данным Всероссийской переписи населения 2010 года в гендерной структуре населения мужчины составляли 54,5 %, женщины — соответственно 45,5 %.